# Postmodernism Generator
Postmodernism Generator (en español, "generador de posmodernismo") es un programa de computadora que produce automáticamente "imitaciones cercanas" de la escritura posmodernista. Fue escrito en 1996 por Andrew C. Bulhak de la Universidad de Monash utilizando Dada Engine, un sistema para generar texto aleatorio a partir de gramáticas recursivas. Una versión gratuita también está alojada en línea. Los ensayos se producen a partir de una gramática formal definida por una red de transición recursiva. Nassim Nicholas Taleb escribe sobre los "generadores de Monte Carlo" en su libro de 2001 Engañado por la aleatoriedad como un ejemplo real de la prueba de Turing inversa: un humano puede ser declarado no inteligente si su escritura no puede distinguirse de la generada. El programa fue mencionado por el biólogo Richard Dawkins en la conclusión de su artículo "Postmodernism Disrobed" (1998) para la revista científica Nature, reimpreso en su libro El capellán del diablo (2004).